# برید (دشتی)
برید، روستایی است از توابع دهستان چغاپور، بخش کاکی، شهرستان دشتی در استان بوشهر، ایران.

## جمعیت
این روستا بنابر سرشماری سال ۱۳۹۵ خالی از سکنه است.
در سال ۱۳۶۵ این روستا تابع دهستان چغاپور در بخش کاکی از شهرستان دشتی و خالی از سکنه بوده‌است.
در سال ۱۳۵۵ با جمعیت ۱۷۲ نفر (۳۳ خانوار) در دهستان چغاپور - بخش خورموج بوده‌است.
در سال ۱۳۴۵ با جمعیت ۱۸۳ نفر (۳۰ خانوار) در دهستان چغاپور بخش خورموج بوده‌است.
در سال ۱۳۳۵ با جمعیت ۳۱۳ نفر بوده‌است. (روستایی با نام برید با تابعیت نامعلوم)
در فاصلهٔ سال‌های ۱۳۲۸ تا ۱۳۳۲ حدود ۲۷۶ نفر ساکن آن بوده‌اند.